# Talmühle (Dremmen)
Die Talmühle war eine Wassermühle an der Jungen Wurm. Sie liegt in der Stadt Heinsberg im nordrhein-westfälischen Kreis Heinsberg im Regierungsbezirk Köln.

## Geographie
Die Talmühle hatte ihren Standort an der Talmühlenstraße 23, im Heinsberger Stadtteil Dremmen. Das Grundstück, auf dem das Mühlengebäude steht, hat eine Höhe von ca. 49 m über NN. Der Mühle vorgelagert war ein Mühlenteich. Oberhalb stand die Horster Mühle in Horst, unterhalb war der Standort der Liecker Mühle in Dremmen.

## Gewässer
Die Junge Wurm war ein weitestgehend parallel zur Wurm verlaufendes Gewässer. Die Abzweigstelle von der Wurm befand sich im Geilenkirchener Stadtteil Nirm auf einer Höhe von 54 m über NHN. Von dort floss die Junge Wurm in nordnordwestlicher Richtung durch die Ortsgebiete von Randerath, Horst, Porselen, Dremmen, Grebben, Heinsberg und Kempen, wo sie in nordöstlicher Richtung in die Rur mündet. Westlich von Kempen spaltet sich aus der Jungen Wurm an einem Teilungswehr ein „Mühlenbach“ genannter Abzweig ab, der entlang des Ortes Karken fließt und vor der Wolfhager Mühle sich mit dem Schaafbach vereinigt. Wenige Kilometer später mündet dieses Gewässer nach der Überquerung der deutsch-niederländischen Grenze südlich von Vlodrop auf einer Höhe von 29 m über NHN ebenfalls in die Rur. In den 1940er-Jahren wurde die Junge Wurm im südlichen Verlauf verfüllt und im nördlichen Bereich begradigt und verlegt, was die endgültige Stilllegung der meisten der rund 15 Mühlen entlang des Mühlenkanals zur Folge hatte.

## Geschichte
Die landesherrliche Ölmühle wurde 1461 erstmals erwähnt. Sie hatte jährlich 25 Quart Öl (etwa 22 Liter) an das Herzogtum Jülich zu liefern. 1806 wurde die Ölmühle, die mit einem Mühlenbann ausgestattet war, von der Horster Müllerfamilie Lambertz in eine Mahlmühle mit zwei Wasserrädern und zwei Mahlgängen umgewandelt. Die Mühle arbeitete bis Januar 1945; dann wurden erhebliche Teile von Dremmen und Heinsberg im Rahmen der Operation Peacock von westalliierten Luftangriffen und Artilleriegranaten zerstört.
Das Mühlengebäude und ein Wasserrad blieben erhalten; sie stehen unter Denkmalschutz.

### Denkmaleintrag
Talmühle Dremmen Hof und Mühle: Vierflügelige Backstein – Hofanlage, Hauptgebäude zweigeschossig zu drei Achsen, Mansarddach, Giebelseite zu drei zu vier Achsen. Vorbau mit Mühlrad. Aus der ersten Hälfte des 18. Jahrhunderts, Holztür Ende 18. Jahrhundert, zweigeschossiger, dreiflügeliger Fachwerk – Vorhof. Eintrag in die Denkmalliste am 16. Januar 1984.

## Galerie

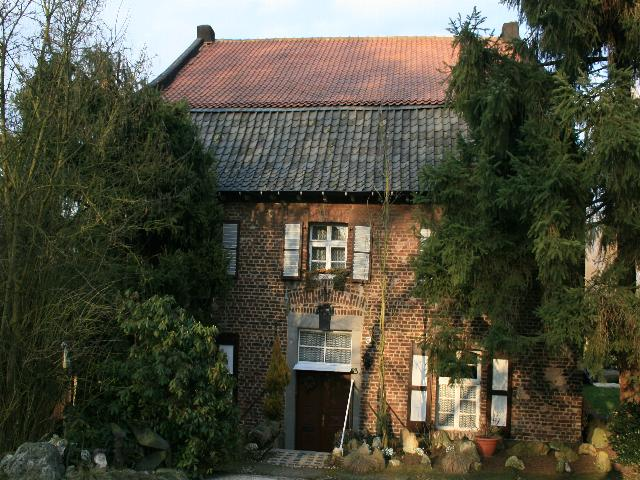
Wohnhaus der Talmühle in Dremmen
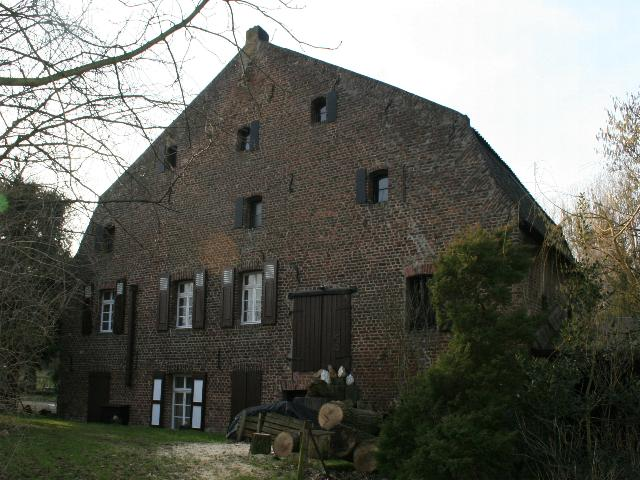
Wirtschaftsteil der Talmühle in Dremmen
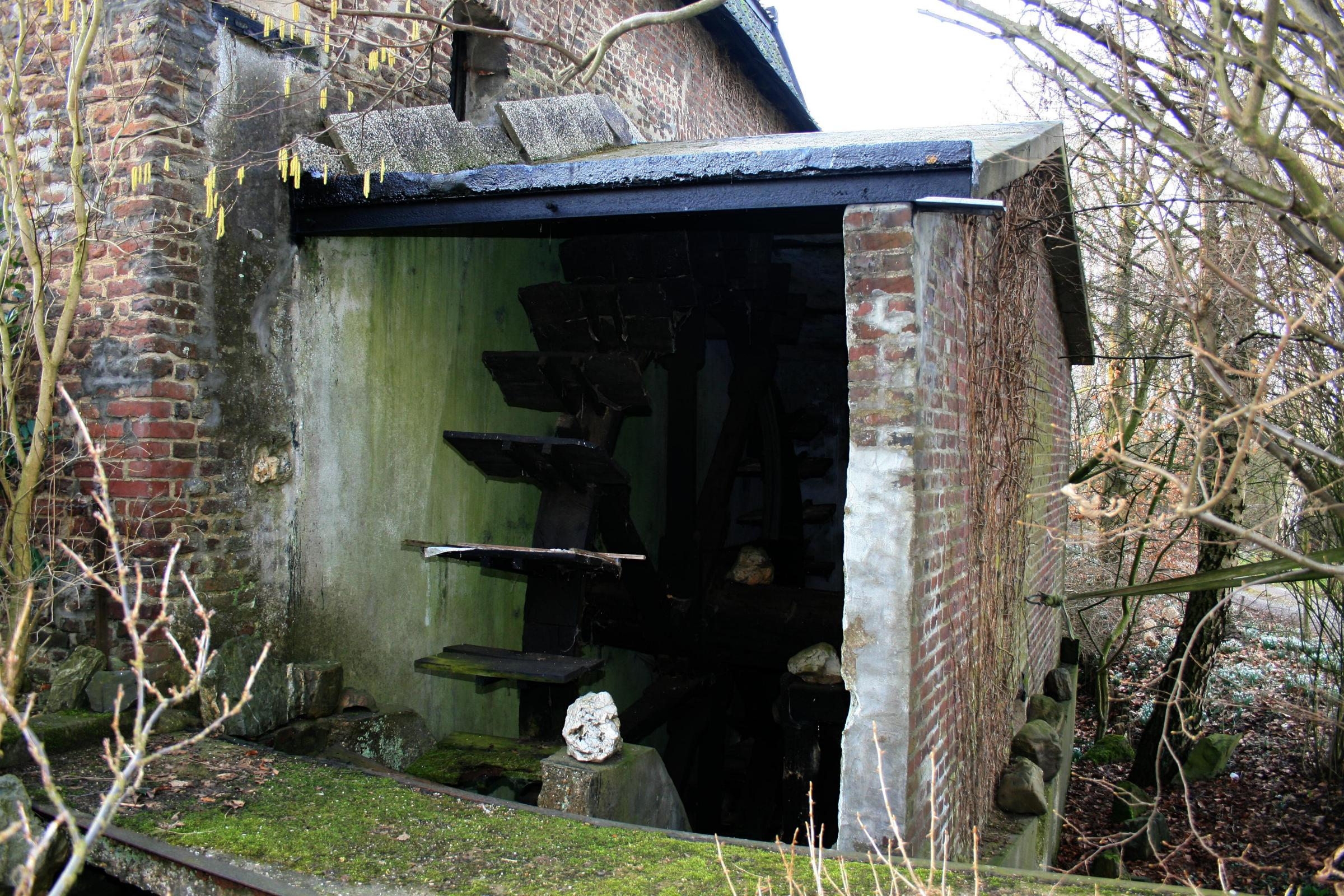
Wasserrad mit Radhaus der Talmühle
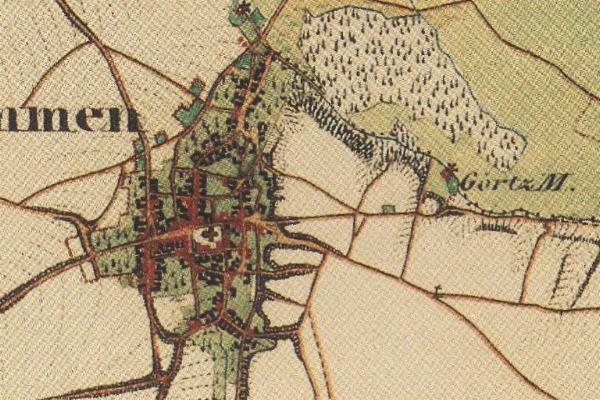
Talmühle als Görtzmühle auf der Uraufnahme von 1843
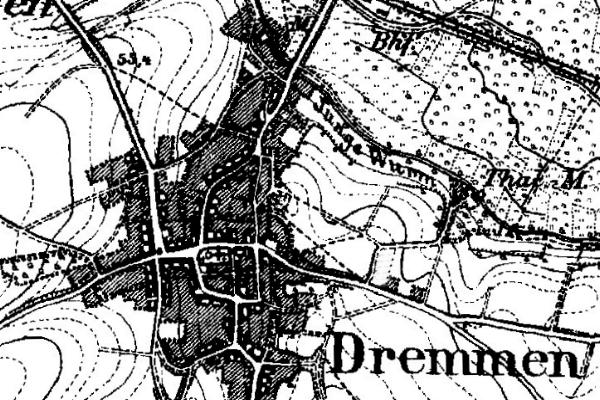
Talmühle und Junge Wurm auf der Neuaufnahme von 1893
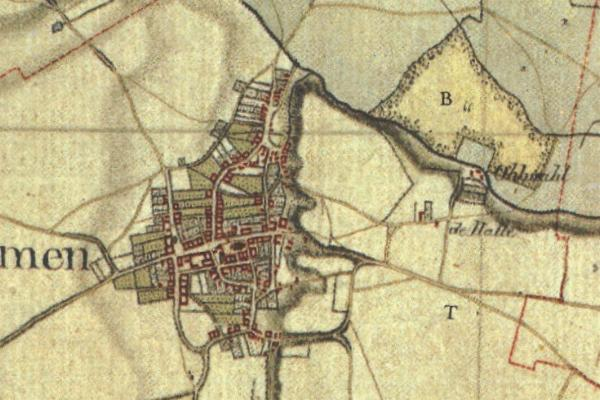
Talmühle auf der Tranchotkarte 1806/1807

→ Siehe auch Liste von Mühlen an der Wurm und ihren Zuflüssen